# Vally von Brenneis

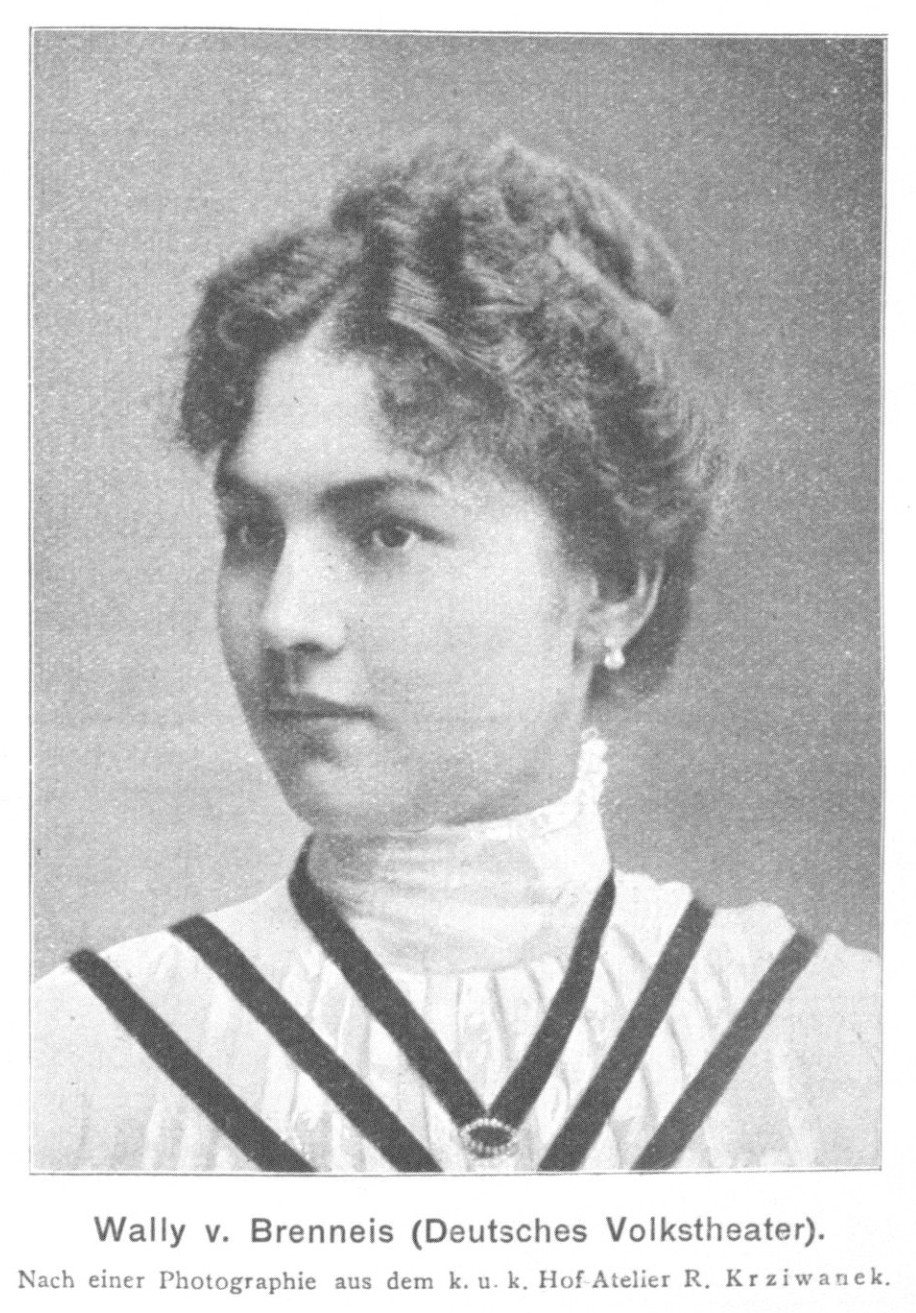
Vally von Brenneis im Jahre 1901

Vally von Brenneis (* 31. Oktober 1883 in Götzendorf; † 25. April 1957 in Wien) war eine österreichische Theaterschauspielerin.

## Leben
Brenneis, die Tochter eines Südbahnbeamten, nahm Unterricht beim dramatischen Lehrer Ludwig Schwarz in Wien und wurde 1900 ans Deutsche Volkstheater engagiert, wo sie als „Käthchen von Heilbronn“ zum ersten Mal die Bühne betrat. Sie fand Beifall und in Folge wurden ihr auch größere Rollen zugeteilt. Sie war eine talentierte Vertreterin des naiven Faches, die in Scherz und Ernst Proben ihrer Begabung abgelegt hat, und allgemein als eine beachtenswerte schauspielerische Kraft bezeichnet wurde.
Ihr Lebensweg nach 1902 ist unbekannt. Letztmals erwähnt wird sie 1946 im Wiener Theater-Almanach.